# Bajamas
Bajamas is een bestuurslaag in het regentschap Tapanuli Tengah van de provincie Noord-Sumatra, Indonesië. Bajamas telt 3130 inwoners (volkstelling 2010).